# Shōgo Asada
Pour les articles homonymes, voir Asada.
Shōgo Asada (麻田 将吾, Asada Shōgo), né le 6 juillet 1998 à Azumino, dans la préfecture de Nagano, est un footballeur japonais qui évolue au poste de défenseur au Kyoto Sanga depuis 2017. De 2018 à 2019, il est prêté au Kamatamare Sanuki.

## Biographie
Shōgo Asada joue au club local Alfoot Azumino (アルフット安曇野), avant de rejoindre l'équipe U-18 de Kyoto Sanga FC en 2014. En mai 2016, il devient un joueur de réserve de l'équipe principale du Kyoto Sanga et en octobre de la même année, il est annoncé qu'Asada rejoindra l'équipe principale en 2017. Il fait son entrée au jeu avec Kyoto Sanga en mai 2017 lors du 12e match de la J2 League, contre Kamatamare Sanuki. En 2018, il est prêté au Kamatamare Sanuki. En 2020, il est retourné au Kyoto Sanga.
Durant la saison 2021, au sein du Kyoto Sanga, il joue 38 matches, et voit son équipe retourner en première division pour la saison suivante. En 2022, il change son gilet pour le numéro 3.

## Statistiques
| Saison                | Club                     | Championnat           | Championnat | Championnat | Coupe nationale | Coupe nationale | Coupe de la Ligue | Coupe de la Ligue | Total | Total |
| Saison                | Club                     | Division              | M.          | B.          | M.              | B.              | M.                | B.                | M.    | B.    |
| 2017                  | Kyoto Sanga FC           | J2 League             | 4           | 0           | 1               | -               | -                 | -                 | 5     | 0     |
| 2018                  | Kamatamare Sanuki (prêt) | J2 League             | 27          | 0           | 1               | 0               | -                 | -                 | 28    | 0     |
| 2019                  | Kamatamare Sanuki (prêt) | J3 League             | 28          | 2           | 1               | 0               | -                 | -                 | 29    | 2     |
| 2020                  | Kyoto Sanga FC           | J2 League             | 8           | 0           | -               | -               | -                 | -                 | 8     | 0     |
| 2021                  | Kyoto Sanga FC           | J2 League             | 38          | 0           | 1               | 0               | -                 | -                 | 39    | 0     |
| 2022                  | Kyoto Sanga FC           | J League              | 32          | 0           | 5               | 0               | 5                 | 0                 | 42    | 0     |
| 2023                  | Kyoto Sanga FC           | J League              | 34          | 1           | 4               | 0               | 3                 | 0                 | 41    | 1     |
| Total sur la carrière | Total sur la carrière    | Total sur la carrière | 171         | 3           | 13              | 0               | 8                 | 0                 | 192   | 3     |